# Küstenstrandstern
Der Küstenstrandstern (Pallenis maritima), auch Dukatenblume genannt, ist eine Pflanzenart aus der Gattung Pallenis in der Familie der Korbblütler (Asteraceae).

## Beschreibung
Der Küstenstrandstern ist eine ausdauernde Pflanze oder ein Zwergstrauch, der Wuchshöhen von (2) 5 bis 40 Zentimeter erreicht. Die Pflanze ist buschig, jedoch sind direkt unter den Köpfen keine Verzweigungen vorhanden. Die Blätter sind verkehrteiförmig-länglich, einnervig, dicklich und bucklig borstig rau. Die Blütenköpfe haben einen Durchmesser von 3 bis 3,5 Zentimeter. Die Hochblätter sind so lang wie die goldgelben Strahlblüten und haben löffelförmige Enden.
Blütezeit ist von August bis September, zum Teil beginnt sie schon im April.
Die Chromosomenzahl ist 2n = 12.

## Vorkommen
Der Küstenstrandstern kommt im westlichen und zentralen Mittelmeergebiet und in Griechenland auf Küstenfelsen vor. Sein Verbreitungsgebiet umfasst die Gebiete Marokko, Algerien, Tunesien, Spanien mit den Balearen und Gibraltar, Portugal, Frankreich, Italien, Korsika, Sardinien und Sizilien und Griechenland.

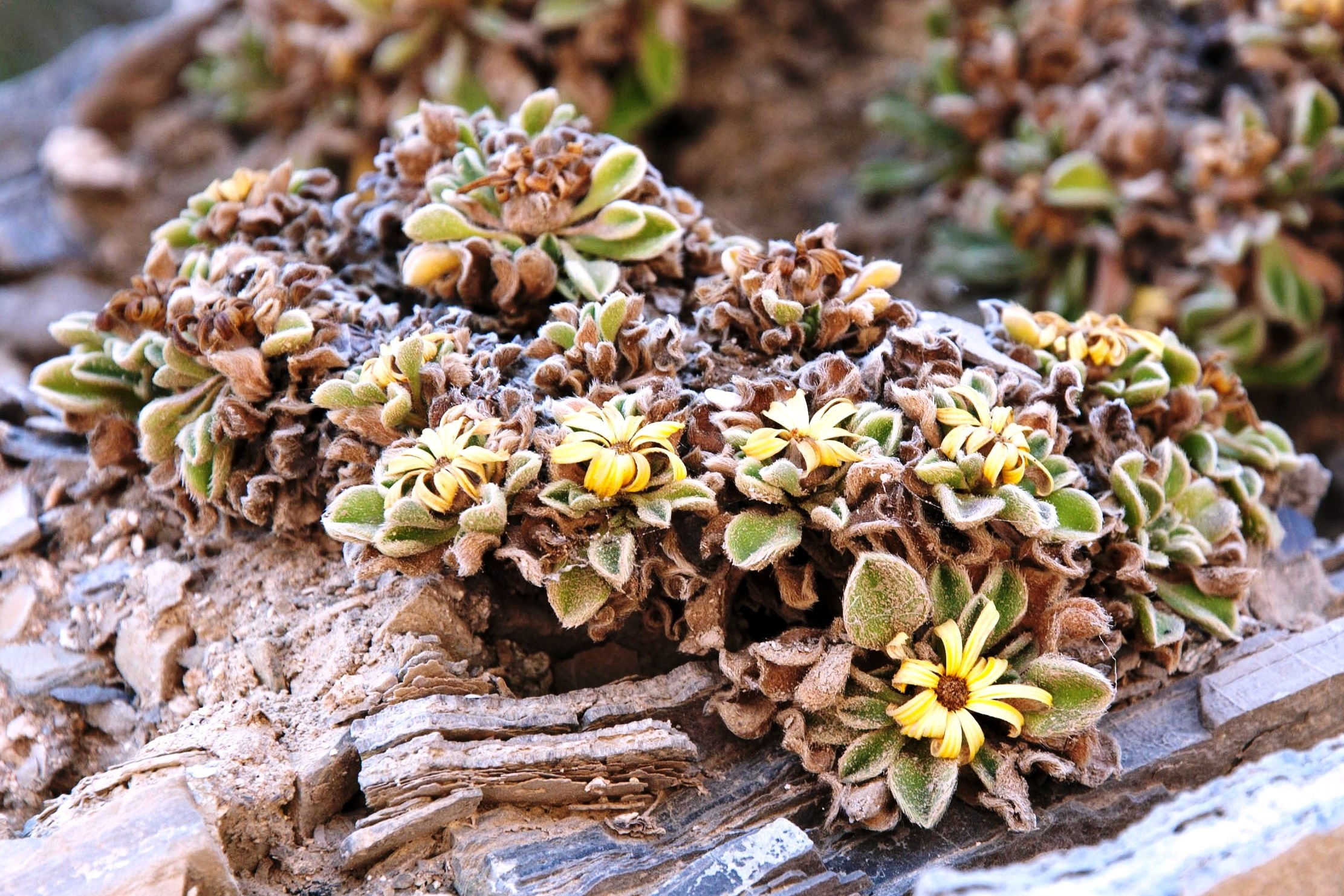
Küstenstrandstern (Pallenis maritima) von Favignana

## Systematik
Der Küstenstrandstern wurde 1753 durch Carl von Linné als Buphthalmum maritimum erstbeschrieben. 1832 stellte Christian Friedrich Lessing ihn als Asteriscus maritimus auf. Im Rahmen der nomenklatorischen Überarbeitung der Gattung durch Werner Greuter 1997 wurde sie dann gemeinsam mit weiteren Arten in die Gattung Pallenis überstellt. Spätere molekularbiologische Untersuchungen bestätigten diese Einstufung. Als nächstverwandt gilt Pallenis hierichuntica.
Der Küstenstrandstern (Pallenis maritima (L.) Greuter) hat also die Synonyme: Buphthalmum maritimum L., Asteriscus maritimus (L.) Less., Bubonium maritimum (L.) Hill, Odontospermum maritimum (L.) Sch. Bip., Asteriscus littoralis Jord. & Fourr. und Asteriscus mauritanicus Jord. & Fourr.

## Nutzung
Der Küstenstrandstern wird zerstreut als Zierpflanze in Balkonkästen, Ampeln und Sommerrabatten genutzt. Die Art ist vermutlich seit 1900 in Kultur. Die Sorte 'Gold Coin' hat sterile Blüten.

## Belege
- Eckehart J. Jäger, Friedrich Ebel, Peter Hanelt, Gerd K. Müller (Hrsg.): Exkursionsflora von Deutschland. Begründet von Werner Rothmaler. Band 5: Krautige Zier- und Nutzpflanzen. Springer, Spektrum Akademischer Verlag, Berlin/Heidelberg 2008, ISBN 978-3-8274-0918-8.